# Ламберт Карл Осипович
Ламберт Карл Йосифович (Йосипович), де (1772 або 1773 — 11.06(30.05).1843) — військовик, поміщик, державний діяч, генерал-ад'ютант (1811), генерал від кавалерії (1823), сенатор (1826), граф Російської імперії (1836), мемуарист.
Син генерала-емігранта французького маркіза Генриха-Йосифа де Ламберта (р. н. невід. — п. 1808). На батьківщині був корнетом королівської гвардії. Разом з батьком 14 (3) лютого 1793 вступив на службу до російської імперії Катерини II, зарахований секунд-майором Кінбурнського драгунського полку. 1794 у складі карального з’єднання придушував очолене Т.Косцюшком повстання Речі Посполитої, став підполковником, був відзначений орденом св. Георгія 4-го ступеня. 1796—97 командував козацьким полком у т. зв. Перському поході, спрямованому за Кавказ і Каспійське море. 1798 — полковник Стародубського кірасирського полку. Невдовзі усунутий з армії. 1799 покликаний до своєї частини, був у загоні генерал-лейтенанта О.Римського-Корсакова, направленому до Швейцарії проти експедиційних частин Франції. Під Цюріхом поранений у ногу. За відвагу 28 (17) грудня того року удостоєний чину генерал-майора та призначений шефом Рязанського кірасирського полку. 1800 його полк, згідно з розпорядженням імператора Павла I, був розформований, а сам він позбавлений посади — з правом носити мундир. 1801 імператор Олександр I зарахував його командиром Єлизаветградського гусарського полку.
1803 номінований шефом Олександрійського гусарського полку. 1806 поранений у кампанії проти сподвижників французького імператора Наполеона I Бонапарта, але залишився на полі битви. За мужність нагороджений орденами св. Георгія 3-го ст., св. рівноапостольного кн. Володимира 3-го ст., св. Анни 1-го ст. й прусським Червоного орла. Від 1811 — начальник кавалерійської дивізії.

## Герой Війни 1812
Герой Війни 1812, на її початку в ранзі командира корпусу в армії генерала від кавалерії О.Тормасова на Волині своєю кіннотою успішно атакував противника в напрямку Кобринщини, за це дістав золоту шаблю з алмазами та написом «За храбрость». 25 (13) липня здобув Брест (нині місто в Білорусі), проте невдовзі з підлеглими підрозділами вимушено відступив на лінію Луцьк—Берестечко. За операцію під Городечно (нині с. Городечна Пружанського р-ну Брестської обл., Білорусь) 12 серпня (31 липня) підвищений до генерал-лейтенанта. Як начальник авангарду військ адмірала П.Чичагова восени здійснив раптовий удар на Мінськ (нині столиця Білорусі), звідти рушив на р. Березина (прит. Дніпра). Під час штурму м. Борисов (нині місто Мінської обл., Білорусь) 21(9) листопада тяжко поранений. Нагороджений орденом св. рівноапостольного кн. Володимира 2-го класу. Після лікування 1814 повернувся до російської армії, командував гренадерським корпусом, разом з ним брав участь у наступі на Париж (Франція), з боями оволодівши передмістям французької столиці — Бельвілем.
Улітку 1815 — командир гусарської дивізії, від осені 1816 — резервного корпусу. 11 вересня (30 серпня) 1825 через хворобу звільнений з посади. 13 (1) червня 1826 імператор Микола I включив його до складу Верховного кримінального суду, спеціально утвореного для покарання ув’язнених декабристів. Входив до Ревізійної комісії для допитів звинувачуваних. Удостоєний орденів св. рівноапостольного кн. Володимира 1-го ст. й св. кн. Олександра Невського.
Автор спогадів, у т. ч. про Березинську переправу 1812.

## Останні роки життя; його сини
Останні роки життя провів у власних маєтках, зокрема, мешкав у с. Циглерівка Костянтиноградського повіту Полтавської губернії (нині с. Соснівка Берестинського р-ну Харківської обл.), там і помер.
Мав 5 дітей. Його старший син — Йосип (1809—79) — дослужився до звань генерал-ад’ютанта і генерала від кавалерії, успадкував родинний циглерівський маєток із 19,6 тис. десятин землі. Молодший син — Карл (1815—65) — став одним із наближених до імператора Олександра II гвардійських діячів, головою урядового Тимчасового розпорядчого комітету з облаштування південних військових поселень (ліквідаційного), від 1861 був членом Державної ради Російської імперії, 1861—62 виконував у Царстві Польському обов’язки намісника та командуючого 1-ю армією в ранзі генерала від кавалерії.